# Willington (Carolina del Sud)
Willington és una concentració de població designada pel cens dels Estats Units a l'estat de Carolina del Sud. Segons el cens del 2000 tenia 177 habitants.

## Demografia
Segons el cens del 2000, Willington tenia 177 habitants, 68 habitatges i 43 famílies. La densitat de població era d'11,4 habitants/km².
Dels 68 habitatges en un 25% hi vivien nens de menys de 18 anys, en un 41,2% hi vivien parelles casades, en un 22,1% dones solteres, i en un 35,3% no eren unitats familiars. En el 33,8% dels habitatges hi vivien persones soles el 14,7% de les quals corresponia a persones de 65 anys o més que vivien soles. El nombre mitjà de persones vivint en cada habitatge era de 2,6 i el nombre mitjà de persones que vivien en cada família era de 3,41.
Per edats la població es repartia de la següent manera: un 25,4% tenia menys de 18 anys, un 10,7% entre 18 i 24, un 25,4% entre 25 i 44, un 24,3% de 45 a 60 i un 14,1% 65 anys o més.
L'edat mediana era de 38 anys. Per cada 100 dones de 18 o més anys hi havia 100 homes.
La renda mediana per habitatge era de 31.429 $ i la renda mediana per família de 33.750 $. Els homes tenien una renda mediana de 35.227 $ mentre que les dones 21.250 $. La renda per capita de la població era de 14.057 $. Cap de les famílies i el 7% de la població estaven per davall del llindar de pobresa.

## Poblacions més properes
El següent diagrama mostra les poblacions més properes.